# Честице (Стракоњице)
Честице (чеш. Čestice) је насељено мјесто са административним статусом варошице (чеш. městys) у округу Стракоњице, у Јужночешком крају, Чешка Република.

## Становништво
Према подацима о броју становника из 2014. године насеље је имало 901 становника.